# Marian Patoń
Marian Patoń (ur. 7 grudnia 1958 w Bytomiu, zm. 14 marca 2018 w Piekarach Śląskich) – polski piłkarz grający na pozycji bramkarza. Zawodnik Polonii Bytom.

## Kariera piłkarska
Marian Patoń karierę piłkarską rozpoczął w 1970 roku w juniorach Polonii Bytom, w której w 1978 roku przeszedł do profesjonalnej drużyny klubu, w barwach której 18 marca 1979 roku w przegranym 4:0 meczu wyjazdowym z Arką Gdynia, w którym w 28. minucie przy stanie 2:0 zastąpił Huberta Chwolika, zadebiutował w ekstraklasie. W sezonie 1979/1980 zakończył z klubem rozgrywki ligowe na ostatnim  – 16. miejscu i tym samym spadł do II ligi.
Awans do ekstraklasy wywalczył dopiero w sezonie 1985/1986. Jednak w sezonie 1986/1987 w wyniku nowego systemu punktacji oraz unieważnienia wyniku wyjazdowego meczu ostatniej – 30. kolejki z Lechem Poznań (na boisku 1:1) z powodu braku zaangażowania w grę zawodników Kolejorza, w związku z czym musiała przystąpić do baraży, w których przegrała rywalizację z Olimpią Poznań (2:2, 0:0) i tym samym spadła do II ligi. Karierę piłkarską zakończył po rundzie jesiennej sezonu 1992/1993.
Łącznie w Polonii Bytom rozegrał 420 meczów, w tym 37 w ekstraklasie.

## Sukcesy
Polonia Bytom
- Awans do ekstraklasy: 1986

## Choroba i śmierć
Mieszkał w jednym z familoków w Piekarach Śląskich wraz z żoną, z którą miał dzieci. Przez ostatnie lata żył w biedzie, utrzymywał się z renty socjalnej. Zmarł 18 marca 2018 roku w Piekarach Śląskich po długiej chorobie.